# Gloskär (Hullberga, Brändö, Åland)
Gloskär är en ö i Åland (Finland). Den ligger i Skärgårdshavet och i kommunen Brändö i landskapet Åland, i den sydvästra delen av landet. Ön ligger omkring 73 kilometer nordöst om Mariehamn och omkring 220 kilometer väster om Helsingfors.
Öns area är 12,4 hektar och dess största längd är 0,6 kilometer i öst-västlig riktning.